# Kloster Saint-Benoît-en-Woëvre
Das Kloster Saint-Benoît-en-Woëvre (Sanctus Benedictus in Vepria) ist eine ehemalige Zisterzienserabtei im gleichnamigen Dorf Saint-Benoît-en-Woëvre der Gemeinde Vigneulles-lès-Hattonchâtel im Département Meuse, Region Grand Est, in Frankreich, rund 40 Kilometer südöstlich von Verdun.

## Geschichte
Das Kloster wurde 1128 von der Gräfin Aélis von Marsay und ihrem Gemahl Airard de Rinel als Benediktinerkloster gegründet, 1132 von Zisterziensern aus dem Mutterkloster La Crête besetzt und gehörte damit der Filiation der Primarabtei Morimond an. Das Kloster besaß die Grangien Bouzonville in Puxe, Hazavant in Wassecourt, Champfontaine, Solry, la Francheville in Lachaussée, Ansoncourt in Limey-Remenauville, Longeau in Hannonville-sous-les-Côtes, Lahaymeix und Montville Trésauvaux, und erwarb 1197 noch die frühere Prämonstratensergrangie Rouville. Die Kommende wurde niemals eingeführt. Das Kloster wurde von 1739 bis 1754 rund 300 Meter östlich der ursprünglichen Anlage von A. Malbert (Konventsgebäude) und J. Gautier (Kirche) neu errichtet. 1776 wurde das Kloster zahlungsunfähig. Während der Französischen Revolution wurde es 1791 aufgelöst. Die Kirche wurde 1794 abgebrochen, die übrige Anlage im Zweiten Weltkrieg 1940 zerstört.

## Bauten und Anlage
Das alte Kloster wurde ab 1740 aufgegeben. Vom Hauptbau des 18. Jahrhunderts ist die zweistöckige Westfassade mit dem Klosterwappen im Segmentgiebel erhalten. Die Kirche Saint-Étienne in Saint-Mihiel besitzt den Hauptaltar des Klosters aus dem 16. Jahrhundert. Die zwei Seitenaltäre sind in die Kirche von Dampvitroux gelangt.